# Краснополянское газоконденсатное месторождение
Краснополя́нское газоконденса́тное месторожде́ние (укр. Краснополянське газоконденсатне родовище) — газоконденсатное месторождение в Крыму, расположенное в Черноморском районе. Относится к Причерноморско-Крымской нефтегазоносной области. Ближайший населённый пункт — село Красная Поляна.

## Характеристика
Приурочено к северной части Октябрьско-Меловой зоны антиклинальных складок северного борта Каркинитско-Северо-Крымского прогиба. Обнаружено в 1958 г. Изучалось в период 1964—1965 гг. Промышленные притоки получены с газовых залежей верхнего палеоцена в интервале 1065—1081 м. Продуктивными являются трещинные известняки и мергели нижнего и верхнего палеоцена, разделённые 20-метровой глинисто-мергельной перегородкой. Залежь — массивно-пластовая. Запасы сбалансированы. В 1994 г. выполнен проект разработки месторождения для локальных нужд. Начальный запас газа из добываемой категории А+В+С1 — 400 млн м³.